# Haubar
Haubar (arab. هوبر) – wieś w Syrii, w muhafazie Aleppo. W 2004 roku liczyła 
898 mieszkańców.